# Гиллер фон Гертринген, Август
Фрайхер Иоганн Август Фридрих Гиллер фон Гертринген (нем. Johann August Friedrich Freiherr Hiller von Gaertringen; 11 ноября 1772, Магдебург — 18 января 1856, Берлин) — генерал-майор прусской службы (по другим данным, генерал пехоты), участник коалиционных войн с Наполеоном.

## Биография
Гиллер фон Гертринген был младшим сыном в семье будущего прусского генерал-майора барона Иоганна Эберхарда Рудольфа Гиллера фон Гертрингена (1735—1799) и его супруги Йолин Доротеи фон Хаген (1745—1786).
В 1784 году он поступил на службу в прусскую армию. В 1787 году в звании прапорщика участвовал в боях в Голландии и на Рейне в Наполеоновских войнах.

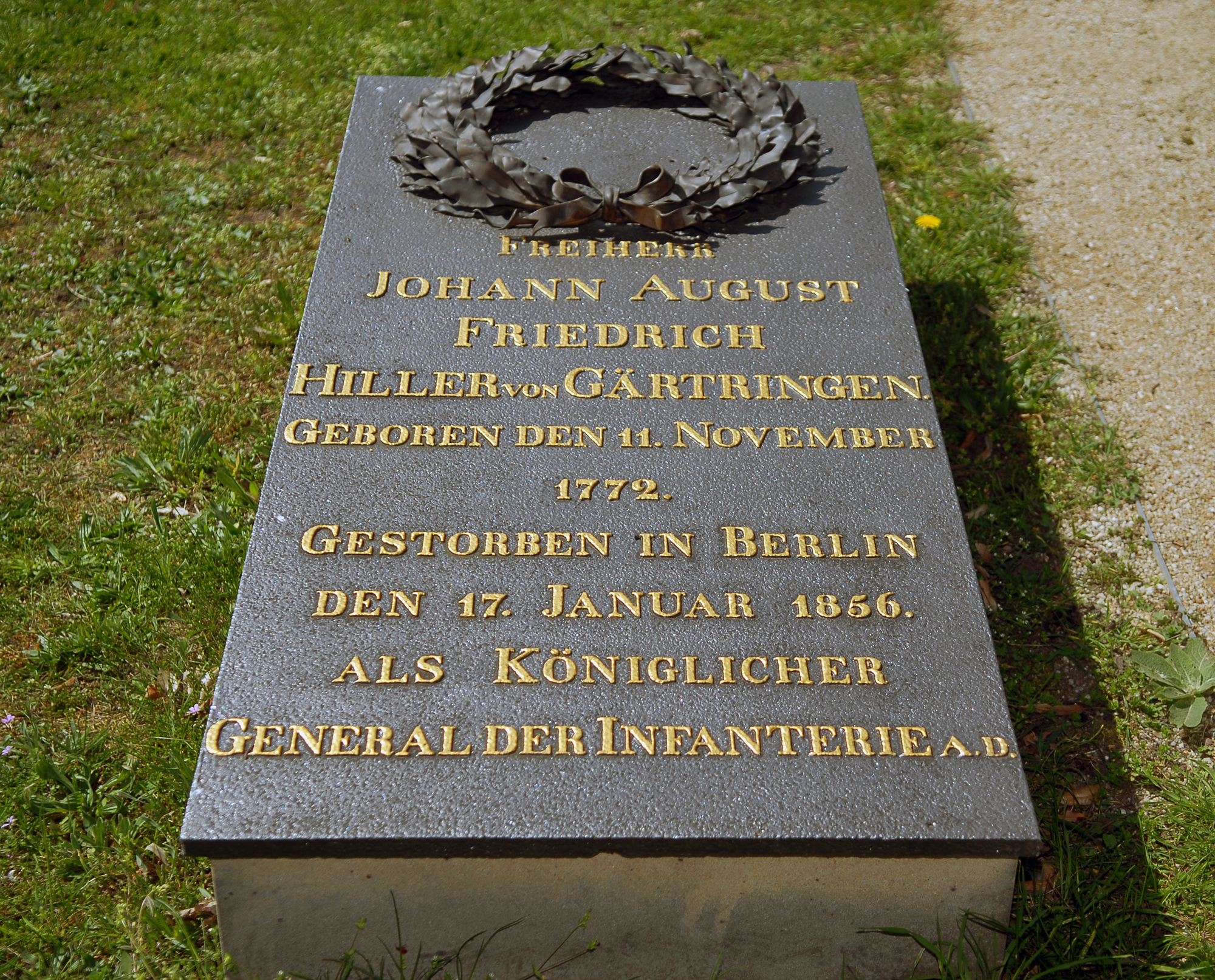
Надгробная плита на кладбище Инвалиденфридхоф

В 1789 году получил звание лейтенанта и в 1792—1795 годах участвовал в боях Войны первой коалиции. В марте 1802 году вернулся в родной полк в звании штабс-капитана.
В 1806 году в ходе кампании Войны четвёртой коалиции фон Гертринген под Хамельн попал в плен, Где находился недолгое время. После заключения Тильзитского мира некоторое время не принимал участие в военных действиях.
В 1809 году уже в звании капитана был переведен по службе в город Пазевальк.
В 1812 году в звании майора был адъютантом в штабе Юлиуса Граверта, а позже — в штабе Йорка.
Иоганн Август Фридрих Фрайхер Гиллер фон Гертринген умер 18 января 1856 года в городе Берлине.

## Награды
- Орден Почётного легиона кавалерский крест (1812)
- Орден «Pour le Mérite» (18 октября 1812, королевство Пруссия)
- Орден Святого Георгия 3-й степени (№ 392, 25 января 1817, Российская империя)
- Орден Красного орла 1-го класса с дубовыми листьями (3 сентября 1840, королевство Пруссия)
- Королевский орден Дома Гогенцоллернов большой командорский крест (23 августа 1852, королевство Пруссия)
- Орден Чёрного орла (18 января 1853, королевство Пруссия)